# Arco (muziekterm)
Arco (Italiaans: "strijkstok") is een Italiaanse muziekterm die aangeeft dat een strijker op normale wijze met de beharing van de strijkstok dient te spelen.
De term wordt in de bladmuziek genoteerd om de alternatieve speelwijze pizzicato op te heffen. Ook de zeldzame speelwijze col legno (Italiaans: "met het hout") kan worden opgeheven door notatie van arco. Al deze termen staan in de bladmuziek op de plaats waar ze ingaan boven de partij in kleine letters. Pizzicato wordt hierbij vaak afgekort tot pizz. (met punt). Alternatieve schrijfwijzen voor arco zijn "col arco" of "coll'arco" ("met de strijkstok").